# 星期六我家的電視・三宅裕司の天下御免ね!
『星期六我家的電視・三宅裕司の天下御免ね!』（せいきろくわがやてきでんし みやけゆうじのてんかごめんね）は、1991年10月5日から1992年9月26日までTBSで放送されていたオーディション・ゴングショー形式の音楽バラエティ番組。略称は「天下御免ね!」もしくは「てんごめ」。放送時間は毎週土曜 24:40 - 27:00 （日本標準時）。

## 概要
バラエティ番組コンプレックス枠『星期六我家的電視』の前半に放送された深夜番組で、バンドを中心にミュージシャン全般を取り扱っていた『三宅裕司のいかすバンド天国』のリブート番組として始まった。司会は三宅裕司が、アシスタントは前期においては加藤美樹（のちにサリー・ピープルス）が、後期においては熊谷真実が務めた。『星期六我家的電視』とは中国語で「土曜日、我が家のテレビ」という意味。
番組前半が音楽パフォーマンス部門、中盤にゴングショー『岸谷五朗の日比谷公開堂』、後半が前衛芸術作品のオークションワサビーズ、最後に勝ち抜きバンドの登場という構成だった。番組後期は、日比谷公開堂が継続されたが、他のコーナーは別の企画にリニューアルされた。

## 天下御免ね!に登場したバンドその他
- ミステリアスケイト

第1回放送に出場。
- 日曜日の夕方

初期に登場、3人編成のバンドで3週勝ち抜き。
- 三代目魚武濱田成夫
- WARK

男性2人ユニット。三田邦彦、長瀬昭彦の2人からなる。微妙に侍言葉を使用したり、タイムスリップネタを盛り込むなど奇天烈なキャラクター設定と正反対の聴かせる曲が特徴。天下御免ねになってから最初の5週勝ち抜きバンド。楽曲は「DANCE WITH ME」など。後にプロになり、会社を作って音楽活動を継続している。
- コラージュ

イカ天にも登場し、24代目キングにもなったバンドの再登場。ルックスが災いして惨敗。
- ボケカスドン

放送禁止用語すれすれのきわどい単語を多数歌詞に織り込んだラップで挑むが、審査員に不評だった。
- セントパンチョスジョグバンド

勝ち抜きはならなかったが、審査員にはおおむね好評を博した。
- ケケケバッキーズ

関内CLUB24を中心に活動していたバンド。ギター綱島純慈、ベース/ボーカル大内崇史、ドラム佐藤明久の3ピースバンド。代表曲『乗ってけゴーゴー』で出演。萩原健太の恩情により審査員特別賞受賞。再出演は出来なかったが、麻生圭子に詩を少しだけ褒められていた。
- カナブン

リーダーの太った男と他数名という構成。容貌に似合わぬプリマスタイルと「ニョッキニョキ」という楽曲の異様さで目を引いた。三宅は露骨に引いていた。
- ザ☆スリッパーズ

5週勝ち抜き。愛媛県松山市出身のR＆Bガールズバンド。リーダーは後にラジオパーソナリティになったわたなべヨシコ。
- どんでんがえし

4週勝ち抜き。楽曲は「チェックのミニスカート」など。
- EDITION DELUXE

イカ天にも登場し28代目キングになっている。4週勝ち抜き。
- テレフォン・キング

4週勝ち抜き。
- ハニービーツ

三宅との会話で頭髪をいかにして逆立てているのかと訊ねられ、「爆弾をしかけまして…」と答え笑いを取った。
- jungle power gorilla

早稲田大学のサークルで組まれていたバンド。当時の彼らのライブに、デビュー前の斉藤和義が遊びにきてステージで紹介された。
- 斉藤和義

5週勝ち抜き、勝ち抜きの週に番組終了。後にプロとなる。

### コーナーに関する備考
- 音楽パフォーマンス部門においては、イカ天と同様に5週アンコールが出場者の目標であり、賞金とニューヨークでのレコーディングが約束されていた。
- 出場者がプラカードを持って登場するシステムも継承された。
- 在宅審査員による電話投票、もう聴きたくないと思った審査員が一定以上に達した場合に画面が縮小するワイプはこの番組でも採用された。演奏開始と同時に在宅審査員の電話投票受付が開始され、聞きたくないと思った審査員が15人に達すると画面の縮小が始まり、以後人数が増えるに従い画面が小さくなり、20人に達すると完全に消える。ダメ出しをした審査員の数は画面右下に表示された。ちなみに画面が元に戻るシステムは存在せず、三宅が間違えたこともあった（放送回不詳）。
- このコーナーからは、WARK、ザ☆スリッパーズ、斉藤和義などがメジャーデビュー決定を勝ち得た。コラージュほか、イカ天バンドでこちらの番組にも出演したバンドも存在する。

## 日比谷公開堂に登場した主なパフォーマー
- どてちん

日比谷公開堂の常連パフォーマー。ボーカル？が男で後ろに女の子2人の3人組。サポートメンバーだったギタリストのヒデオススマゴは、スタジオ収録の際にドラえもんのコスプレをし、当コーナー司会の岸谷五郎から気に入られた。「東京ブギウギ」を替え歌にした排便の歌、「おおブレネリ」を替え歌にしたアナルセックスの歌を歌うなど、下ネタが強烈だった。のちに弟や父親も出演し、父親は息子の下ネタに露骨に引いたコメントを残した。ピアノの弾き語りも見せた。
- 愛の伝道師リュウ

アイドル風異色パフォーマー。バラの花を片手にフリルの衣装で愛を弾き語り、少女達をとりこにするキモカコイイ吟遊詩人。番組内でゲストの村上里佳子には「顔は嫌い！」とはっきり言われる。
- モンチョビ2

日比谷公開堂の常連パフォーマー。チョビひげ次郎とモンキーチャムの2人組で、チョビひげ次郎は後に「テツandトモ」を結成。
- 幻術師・西宮まさひろ

早実生マジシャンとして登場。クールな風貌、生意気な態度で岸谷とはライバル的関係にあったが、番組内では高い人気を誇り、番組開始当初から最終回まで1年間、ずっと1位をキープした。最終回には「日比谷公開堂グランプリ」に輝いた。しかし顔が売れすぎることは本意ではなかったらしく、TV出演当時から「雑誌のインタビューが来るようになったらやめどき」と雑誌のインタビューで口にしている。「クールなマジシャンのパロディを想定した」という印象的なそのキャラクターは、後に登場した赤尾武俊が引き継いだ。他にもお笑い番組『大石恵三』でレギュラーコーナーができ、ドラマ『古畑任三郎』等にも出演した。
- 赤尾武俊

高校生マジシャン。のちに『森田一義アワー 笑っていいとも!』にも出演。
- 小長渕

長渕剛、とんねるずなどの楽曲をレパートリーとするシンガー。その音階・リズムを一切無視した歌唱法に番組は騒然となったが、出演者らの圧倒的支持を得る。岸谷曰く「音楽はメロディじゃない！」
- クイズ王発山

発山緑三。ステージ上に手作りのセットを組み、自分が出した問題に早押しで答えるクイズマニア。
- コサック高橋

『太陽にほえろ!』のテーマ曲をバックに、コサックダンスをしながらリンゴの皮をむく男。
- ウサギマスク

ウサギの仮面をかぶり、岡村孝子の「夢をあきらめないで」だけを毎週歌う謎の男性シンガー。
- ブー津村

ワイルドなルックスとは裏腹に、切ない歌声で甘いラブソングを聞かせる男。
- パルコ木下

芸術家、漫画家。
- うにてんてん

『伊集院光のOh!デカナイト』リスナーの結束から始まったグループ。うにてんてん＝ヴから始まる。10名ほどの集団から始まり最盛期に50名前後を数えたグループで、1人がダジャレを言い終わった瞬間、他のメンバーがステージから逃走するパフォーマンスを展開。ラジオ・テレビと活動の場を広げた。後のブロディ安藤（埼玉プロレスリングアナ）、渡辺雅史（構成作家）、井上好生・杉村一之（共に浦安ネットラジオちょあへよ.comでDJ）などが参加。
- 花のみゆき女子学園

セーラー服に身を包んで登場していた女子高生二人組。口調がとても丁寧で、真面目で落ち着いた雰囲気だが、自作の「みゆき女子学園・校歌」を歌う段階に入ると一瞬でキャラが豹変。アドレナリン全開の熱唱をパワフルな振り付けとともに展開していた。
- 大正龍

ローラースケートでアクロバティックなダンスを披露。
- The金子

スーパーギャグ100連発を披露。のちに『TVチャンピオン』において「カレー王」の称号を得た。
- シャドウマン

「シャドウマンだ!」が口ぐせ。

### コーナーに関する備考
- 岸谷と三宅のトークはコーナー冒頭の名物だった[独自研究?]。
- 通常の収録は日曜日の昼間、日比谷シャンテ前の噴水広場で行われた。広場での屋外収録には誰もが参加可能であり、その参加者は一回に数百組を越えることもあった。
- 屋外収録では、出演者は名前と職業などを書いたボードを下げて登場したが、いかなる理由によるものなのか、「魔道士」「超能力者」などと自称する出演者が非常に多かった。
- 屋外収録には、人気が出たパフォーマーのファンも毎週駆けつけ、収録の合間に、サインをしたり、写真を撮ったり、ファンとの交流が行われていた。
- 屋外収録でめぼしいパフォーマーがいると、生放送での出演を依頼され、スタジオで生パフォーマンスを披露することになった。スタジオに登場するのは基本的に一夜につき一組だったが、スペシャル時にはランキング順に複数のパフォーマーが登場するという形式を採られることが多かった。
- 上記メンバーでは、どてちん、リュウ、モンチョビ2、西宮まさひろ、大正龍が、スタジオで何度も生パフォーマンスを行ったスタジオ常連組である。
- 番組最終回の生放送ではスタジオを飛び出し、日比谷シャンテ前の噴水広場から日比谷公開堂グランプリを中継した。
- 出演者の言い間違いに端を発するジョークとして、「日比谷五朗の岸谷公開堂」という名称が登場したことがある。
- 放送当時、TV放送以外の場所でも、会場を貸切にしたライブ公演が複数回催された。人気ランキング上位メンバー全員が集結して競演し、各々がコラボで登場する等、TVとは一味違った趣向でパフォーマンスを披露した。
- 最終回では、視聴者から面白話をファックスで受け付けて番組内で発表するコーナー「FAXウォーズ」で三谷幸喜と思われる人物からの原稿用紙でファックスが届き優勝した。宴会がテーマで、その内容は「飲み会で覚えた手品を披露しようと体のあちこちにネタを仕込んでいったが、見せる切っ掛けを失い、結局チャンスが無く家に帰って虚しく片付けた」というものだった。

## 主な審査員
- 萩原健太 - イカ天から引き続き審査委員長として登場。コラージュの惨敗の要因をルックスにあると分析。
- 麻生圭子
- 高城剛
- 三代目魚武濱田成夫
- 松蔭浩之

このほか、プロのドラマーなども審査員として出演している。

## 番組後期
後期では、「G感性」をテーマにしたバラエティに変わった。「日比谷公開堂」のコーナーだけは継続された。他に、毎回新人のアイドル2人が1週間のCDレンタル回数を競い、多い方が勝ち抜く「star wars」のコーナーやビデオ・CDレンタルのランキングを紹介するコーナーなど、TSUTAYAが全面協力していたコーナーもあったが、3か月半で終了した。
「日比谷公開堂」のコーナーの後には、宍戸留美、胡桃沢ひろ子、江利じゅん（いずれも「star wars」出場経験者）の3人によるコントコーナーや料理コーナーなどがあり、それらを行った後にはアイドル1人が歌を披露していた。

## ネット局
『三宅裕司のいかすバンド天国』以来このシリーズのネットを続けていた局が多かったが、その一方で『SUPER WEEKEND LIVE 土曜深夜族』放送期間中の1988年10月8日からネットし続けていた中部日本放送は、1992年3月21日放送分をもってこのシリーズを打ち切り、以後は同時間帯で『万国三面大王』を放送していた。富山県のチューリップテレビは、TBSでの最終回よりも一週早い1992年9月19日にネットを終了している。

## 備考
- 番組冒頭では主題歌として「君だけに愛を」が流れた。
- セットはイカ天のものと似た黄色とピンクに塗り分けられたものだった。
- えび天の名物監督こと藪下秀樹の製作したVシネマが番組中で宣伝されたことがある。
- 三宅の所属するアミューズが番組制作に携わった[1]。